# 佩卡·哈洛宁
佩卡·哈洛宁（芬蘭語：Pekka Halonen；1865年9月23日—1933年12月1日），芬兰艺术画家和教授，民族浪漫主义和卡累利阿主义的代表性人物。他以描绘冬天景象和雪林的风景画而著称，也画过一些祭壇畫。
哈洛宁曾在巴黎从师于保罗·高更，并从日本木刻画中受到影响。